# Camiri
Camiri is een stad in het departement Santa Cruz in Bolivia. Het is de hoofdplaats van de gemeente Camiri in de provincie Cordillera. 

## Geografie
Camiri is gelegen in een tropisch klimaat, waardoor het er 6 maanden regentijd (van november tot april) is en 6 maanden droge tijd is (van mei tot oktober). Het ligt 811 meter boven de zeespiegel en ligt tegen de Río Parapetí. De gemiddelde temperatuur per jaar bedraagt 22,9 °C, met 17 tot 18 °C van juni tot juli en boven de 26 °C in de maanden november en december.

## Infrastructuur
Camiri is in het noorden verbonden aan de Ruta 9 met de grootste stad van Bolivia Santa Cruz de la Sierra. In het zuiden loopt de Ruta 9 door tot Yacuíba, gelegen op de grens met Argentinië heeft tevens beschikking over een eigen vliegveld genaamd Camiri Airport.

## Geboren
- Erwin Romero (1957), Boliviaans voetballer